# Chrysophryxe tibialis
Chrysophryxe tibialis är en tvåvingeart som beskrevs av Sellers 1943. Chrysophryxe tibialis ingår i släktet Chrysophryxe och familjen parasitflugor. Inga underarter finns listade i Catalogue of Life.